# Verbascum blattaria

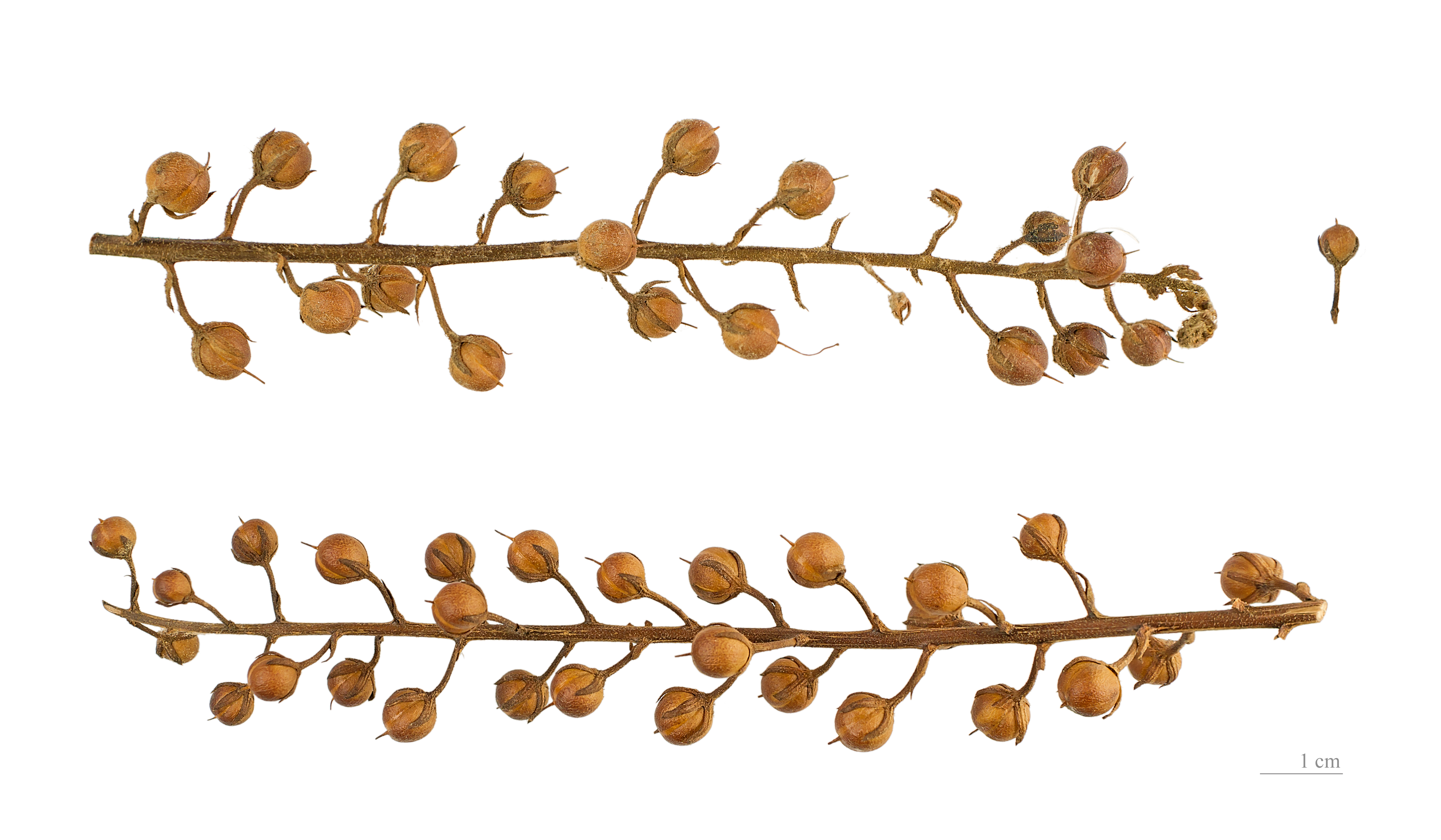
Verbascum blattaria

Verbascum blattaria, popularmente llamado  gordolobo, es una especie de la familia Scrophulariaceae.

## Descripción
Planta bienal, erecta, de hasta 120 cm, de tallo cuadrnagular, normalmente glabra y no ramosa por abajo, con pelos viscosos por arriba. Hojas basales oblongas o lanceoladas, dentadas o lobuladas. Flores amarillas, raramente blancas, de largos rabillos, de 2-3 cm de diámetro. 5 estambres, los 2 inferiores con pelos morados en los filamentos. Florece desde finales de primavera  en verano.

## Distribución y hábitat
Gran parte de Europa, excepto Portugal, Irlanda, Islandia, Dinamarca, Finlandia, Noruega y Suecia. Introducido en el Reino Unido. Habita en lugares baldíos y  terrenos yermos.

## Taxonomía
Verbascum blattaria fue descrita por Carlos Linneo y publicado en Species Plantarum 1: 178. 1753.
Etimología
Verbascum: nombre genérico que deriva del vocablo latino Barbascum (barba), refiriéndose a la vellosidad que cubre la planta.
blattaria: epíteto latino que significa "polilla",
Sinonimia
- Blattaria alba Mill.
- Blattaria vulgaris Fourr.
- Verbascum blattaria var. brevipedicellatum Halácsy
- Verbascum blattaria var. crenatum Rouy in Rouy & Foucaud
- Verbascum glabrum Mill.
- Verbascum repandum Willd.[4]

## Nombres comunes
Castellano: blataria menor, cenicientos, croca, cucaracha montesina, cucaracha real, cucarachera blanca, gordolobo, gordolobo macho, gordolobo polillero, guante de doncella, hierba de la polilla, polillera, sabonera, verbasco, yerba de la polilla, yerba que mata la polilla.